# Werner Wehner
Werner Wehner (* 2. November 1945 in Elsterwerda) ist ein ehemaliger deutscher Fußballspieler in der Abwehr. Er spielte für die BSG Energie Cottbus in der DDR-Oberliga.

## Karriere
Wehner spielte in seiner Jugend bei seinen Heimatmannschaften BSG Lokomotive Elsterwerda und BSG Motor Elsterwerda-Biehla sowie 1962/63 beim SC Aktivist Brieske-Senftenberg. Anschließend wechselte er zum SC Cottbus, wo er bis 1965 blieb. Dort spielte er für die Reservemannschaft in der Bezirksliga und kam insgesamt auf 31 Einsätze. Im Rahmen seiner Wehrdienstzeit wechselte er 1965 zum FC Vorwärts Berlin. In der ersten Mannschaft kam Wehner jedoch nicht zum Einsatz. 1968 kehrte er nach Cottbus zurück, das zu dieser Zeit in der zweitklassigen DDR-Liga spielte. In seiner ersten Saison 1968/69 kam er auf 15 Einsätze. Während es in der Folgesaison nur drei Spiele waren, steigerte er sich 1970/71 auf 22 Partien. Bis zum Aufstieg 1973 absolvierte Wehner noch 20 Spiele in der DDR-Liga. 1973/74 gehörte er in der Oberliga mit 22 von 26 Spielen zum Stammpersonal der Cottbuser. Nach dem direkten Wiederabstieg kam er nur noch fünfmal zum Einsatz und wechselte 1976 für eine Spielzeit zur BSG Lokomotive Elsterwerda. Nach einem weiteren Jahr bei der TSG Lübbenau 63 beendete Wehner seine Karriere 1978. In den folgenden Jahrzehnten wirkte er bei kleineren Vereinen als Trainer.